# Бысса (село)
Бы́сса — село в Селемджинском районе Амурской области России. Входит в сельское поселение Норский сельсовет.
Село Бысса, как и Селемджинский район, приравнено к районам Крайнего Севера.
Основано в 1896 году как Быссинский Склад. 

## География
Расположено на левом берегу реки Селемджа, в 3 км ниже устья реки Бысса, на автодороге областного значения, соединяющая город Свободный и пос. Серышево с Селемджинским районом. Расстояние до центра сельского поселения, села Норск — 50 км (на юго-запад, вниз по левому берегу Селемджи). На восток (вверх по левому берегу Селемджи) от села Бысса идёт дорога к пос. Февральск и к селу Февральское.

## Население
| 2002 | 2010 | 2011 | 2012 | 2013 | 2014 | 2015 |
| ---- | ---- | ---- | ---- | ---- | ---- | ---- |
| 53   | ↗57  | ↘51  | ↗53  | ↘48  | ↘45  | ↘41  |
| 2016 | 2017 | 2018 |      |      |      |      |
| ↘36  | ↗39  | →39  |      |      |      |      |